# Giovanni Varda
Giovanni Varda, italijanski general, * 1884, † 1965.